# Modemuseum Hasselt

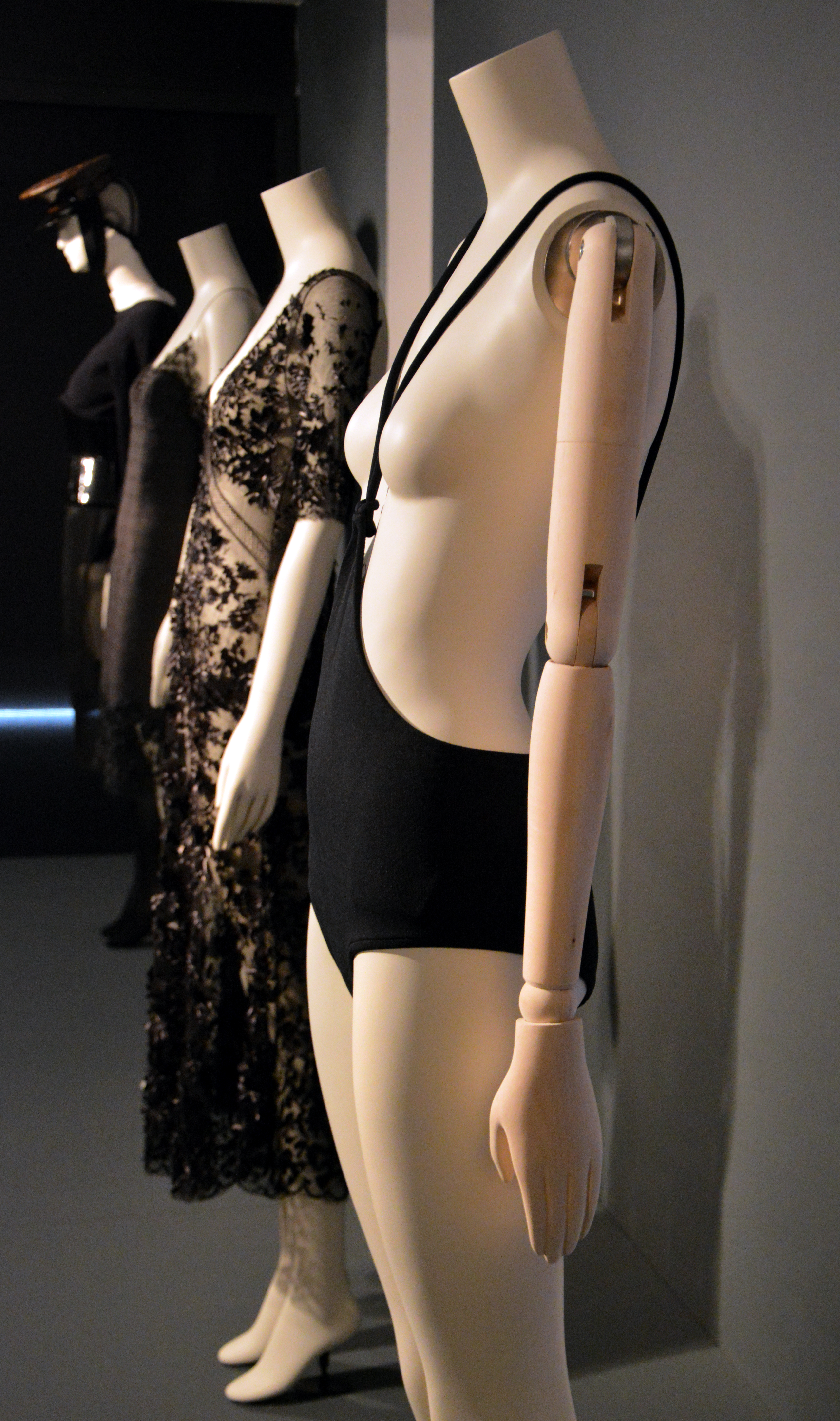
Modemuseum Hasselt

Modemuseum Hasselt is een stedelijk museum in het Belgische Hasselt rond het begrip mode in al zijn betekenissen.

## Toelichting
Het modemuseum ontstond in 1986 naar een idee van de toenmalige schepen Wim Van Lishout die Hasselt wilde profileren als modestad. Hasselt had al in de middeleeuwen een bloeiende lakenhandel. De aanwezigheid van modebewuste echtgenotes van officieren van het 11e Linieregiment en na WOII de ingenieurs van de Philipsvestiging stimuleerde de vestiging van handelszaken als Jeurissen en Moray. Deze zaken hadden merken als Courrèges en Dior in hun bestand. Het Hasselts Modemuseum, sinds 1988 gehuisvest in de omstandig verbouwde zuidvleugel van het voormalige Grauwzustersklooster,  bewaart inmiddels ongeveer 18.000 kledingstukken, schoenen, handtassen en accessoires. De collectie die ontsloten wordt via tijdelijke tentoonstellingen geeft een beeld van de westerse modegeschiedenis vanaf 1750 tot vandaag.

## Collectie
De collectie telt inmiddels ongeveer 18.000 kledingstukken en accessoires en belicht de geschiedenis van de westerse mode vanaf 1750 tot op heden. Naast internationale namen zoals Worth, Jacques Doucet, Paul Poiret, Jeanne Lanvin, Chanel, Cristóbal Balenciaga, Christian Dior, Pierre Cardin, André Courrèges, Yves Saint Laurent, Versace en Comme des Garçons, knipoogt de collectie ook steeds naar het succesverhaal van ontwerpers met Limburgse wortels en internationale uitstraling zoals Martin Margiela en Raf Simons. De regionale verankering is ook zichtbaar in de deelcollectie couturekleding en accessoires van Hasseltse gevestigde modezaken uit heden en verleden zoals Jeurissen, Moray en Reekmans. Delen van de collectie worden gedeeld via Modemuze met een groter publiek.
De basis van de collectie gaat terug tot 1987 en werd aanzienlijk uitgebreid in 1989 door de verwerving van de verzameling van de Roemeense kostuumontwerper, scenograaf en architect Andreï Ivanaeanu. In april 2012 verwierf het museum een aantal unieke archiefstukken van Raf Simons. De door Simons zelf samengestelde aanwinst, meer dan honderd stukken die samen 34 silhouetten vormen, biedt een overzicht van zijn oeuvre van 1995 tot en met het voorjaar 2009. De bekende David Bowie T-shirt look en de enige door Simons uitgebrachte vrouwenoutfit onder zijn label zijn enkele van de verworven stukken.

## Opdracht van het museum
Het collectiebeleid is erop gericht zowel museale stukken als creaties van hedendaagse ontwerpers te verwerven en te bewaren. De kerncollectie wordt tentoongesteld via wisselende opstellingen, uitgewerkt rond een actueel en leerrijk thema en vaak aangevuld met bruiklenen. Ook kruisbestuivingen tussen mode en andere kunstvormen komen aan bod. Het museum toont een brok sociale en creatieve geschiedenis en kan daarnaast een inspiratiebron vormen voor ontwerpers die nu in de mode actief zijn.

## Coördinatoren[2]
- Michèle Tournier (1988-1994)
- Colette Coenegrachts (1995-2004)
- Anne Kwaspen (2006-2007)
- Kenneth Ramaekers (2008-2016)
- Karolien De Clippel (2017-)

## Tentoonstellingen
- 1988: Algemeen overzicht van de mode
- 1988: Thematentoonstellingen rond sport- en vrijetijdskleding, lingerie en onderkleding en kinderkleding
- 1989: De kazuifel vanaf de 18e eeuw t.e.m. het Tweede Vaticaans Concilie
- 1990: Collectie Ivaneanu
- 1990: Modeontwerpen: Chris Dhondt en Nina Onzia
- 1990: Modefotografie, selectie uit het Museum voor Fotografie, Antwerpen: Evolutie van de Modefotografie
- 1990: Modeontwerpen: Dominique Derenesse
- 1990: Modefotografie: Carl Fonteyne
- 1990: de parfumflacon
- 1990: Modeontwerpen: Kathleen Misotten
- 1990: Modefotografie: Pawel Czermak
- 1991: 'n Man 'n Pak, 250 jaar herenmode
- 1991: Modefotografie: Eddy Donkers, mannenmode
- 1991: Fototentoonstelling, Rob Miseur "Hasselt in de Mood"
- 1991: Modeontwerpen: Isabel De Somer
- 1991: Maryse Kuypers, Studio Leysen Photograph
- 1991: Aanwinsten Modemuseum 19878-1990
- 1992: Vlaamse streekdrachten
- 1992: Foto Fernand Naeyaert, lied van mijn land
- 1992: 10 jonge ontwerpers, Academie voor Beeldende Kunst, Maastricht, afdeling modefotografie
- 1992: Kostuumontwerpen Anita Evenepoel
- 1992: Modefotografie: Marly Schoenmakers
- 1992: Schoenendans in het Modemuseum, van 1900 tot nu
- 1992: Fotografie, de schoen in de publicitaire fotografie, Vormingscentrum Hasselt
- 1992: Resultaten ontwerpwedstrijd, de meest ludieke schoen
- 1993: Modemuseum gesloten
- 1993: Raf Stesmans in het Vormingscentrum
- 1993: Modemuseum te gast in de Kredietbank
- 1993: Modemuseum te gast in de Kredietbank te Kortrijk en Gent
- 1993-1994: Feestelijk naar 1994, Kredietbank Antwerpen, het Modemuseum te gast in Stellingwerff-Waerdenhof, permanente opstelling in de educatieve ruimte
- 1994: Modemuseum gesloten
- 1994: Jonge mode- en juweelontwerpers uit de Euregio in het Cultureel Centrum Genk
- 1994: Hoedententoonstelling in het Cultureel Centrum Hasselt
- 1994: Modemuseum te gat in het Druivenmuseum te Overijse
- 1994: Themastand Druivenfeesten De druif in de mode"
- 1994: Shoppingcentrum Wijnegem, actie Mode, overzichtstentoonstelling Stedelijk Modemuseum
- 1994: Stille getuigen uit een rijk familieverleden, KB Hasselt
- 1994: De hoed en de schoenmode sinds 1900, in de abdij van Dieleghem
- 1995: Heropening Stedelijk Modemuseum Hasselt
- 1995: Fellini: i costumi e le mode
- 1995: Fototentoonstelling: Clarence sinclair Bull
- 1995: Religieuze kunst en historisch overzicht
- 1996: Twee eeuwen mode, 1750 tot heden
- 1996: Hans Schreiber: Shells & Love
- 1996: Modefotografie, Stedelijke Academie van Schone Kunsten, Hasselt
- 1996: Modefotografie, Katholieke Hogeschool, Genk
- 1996: Op reis met Suske en Wiske
- 1996: Mode om de 7 jaar, zondagse zomermode tijdens de Viga Jessefeesten
- 1996: Transparantie, historisch overzicht van kant in de mode, 100 % Chlorophile, hedendaagse ontwerpen van studenten van de modeacademie van Antwerpen, Brussel en Gent; Translumen: fototentoonstelling (resultaten van de wedstrijd)
- 1996: Dag van de schoenmaker
- 1996: modefotografie met Kath Lippens
- 1997: Sport en Mode
- 1997: juwelenkunst, Provinciale Hogeschool Limburg
- 1997: Mode onder Mode, modetentoonstelling
- 1997: Fototentoonstelling: VIZO en Academie Hasselt: thema: lingerie
- 1998: T-Shirt - tentoonstelling
- 1998: De Kleren van de Bruid, modefotografie
- 1998: handtassenontwerpwedstrijd
- 1998: hofmode en straatmode, historisch overzicht
- 1998: Stof tot Nadenken, modeshow
- 1999: Barbie en Mode
- 1999: fototentoonstelling
- 1999: Chinese Mode
- 2000: modefotografie
- 2000: eeuwige mode
- 2000: fototentoonstelling
- 2001: fotografie van Malou Swinnen
- 2001: architecten en juwelen
- 2001: modefotografie van Walde Huth
- 2002: modefotografie
- 2003: Russische Mode
- 2003: Franse Mode
- 2004: trouwjurken, modeshow
- 2004: Franse Mode
- 2004: fototentoonstelling
- 2005: Engelse en Italiaanse Mode
- 2006: hoedenontwerpwedstrijd
- 2006: BLAUW, modeshow
- 2006: 50 jaar mode
- 2006: de jeans
- 2007: modefotografie Frans Beelen
- 2007: mode-shoot
- 2007: Les Elegantes (de emancipatie van de vrouw, weerspiegeld in haar kleding - collectie Jacoba de Jonge, pas te zien in het MoMu Antwerpen in 2012).
- 2007: textielkunstenaar Kaffe Fasset
- 2007: het werk van Italiaanse ontwerpers als Renato Balestra, Roberto Capucci en de Franse ontwerper Pierre Balmain.
- 2008: mode-fotografie
- 2008: mode van 1958 (n.a.v. 50 jaar expo 58)
- 2008: Ten dans gevraagd, rond mode en dans van 1900 tot vandaag.
- 2009: SuperStories met mode van o.a. Christoph Coppens, modefotografie van Inez Van Lamsweerde en Vinoodh Matadin en juweelontwerper Ted Noten
- 2009: In her Shoes (heruitgave in de Rotterdamse Kunsthal)
- 2010: Collectie#01, Historisch overzicht van 1750 to 2000
- 2010: UltraMegaLore, rond model Hannelore Knuts, over haar carrière, inspiraties en ontmoetingen. Deze tentoonstelling had 16967 bezoekers op 10 weken tijd.
- 2010: Devout/Divine - Fashion vs Religion (Mode vs Religie)
- 2011: Alter Nature: The Future That Never Was
- 2011: Prints! in mode- en kostuumgeschiedenis 1750-2000
- 2012: Superbodies in het kader van de 3e Hasseltse triënnale
- 2012: Dressing the 20th Century/De 20e Eeuw Aangekleed
- 2013: Axelle Red - Fashion Victim
- 2013: Moda. Made in Italy
- 2014: tentoonstelling Collectie (02)5 over viering 25 jaar Modemuseum Hasselt
- 2015: Hallo, Mijn naam is Paul Smith / Hello, my name is Paul Smith. Deze expo is de meest succesvolle ooit voor het Modemuseum Hasselt[3]
- 2015: Jazz Age. De bruisende jaren '20
- 2016: Haute-à-Porter, over de relatie en kruisbestuiving tussen haute couture en prêt-à-porter gedurende de laatste 30 jaar door curator Filep Motwary[4]
- 2016-17: Label it. Trademarks in fashion. Via bijzondere invalshoeken verkent deze tentoonstelling het systeem van trademarks, identiteit en de kopie- en counterfeitindustrie in de mode.
- 2017: Across Japan over de impact op de westerse mode van de innovaties van de Japanse avant-garde-ontwerpers in de jaren 80.
- 2017-18: The Vulgar - Fashion Redefined onderzoekt het tegenstrijdige maar boeiende onderwerp van smaak in de mode.
- 2018: Forever YOUNG (deel dubbeltentoonstelling YOUNG forever in het Cultuurcentrum Hasselt)[5]
- 2019: SMUK
- 2020: Dress.Code. Collectieverhalen onthuld.
- 2021: Activewear, over de invloed van de sport op de mode, door curatoren Olivia Borlée en Elodie Ouédraogo.
- 2022:  Dress Undress, waarin mode schippert tussen het tonen en vervullen van het eigen lichaam.
- 2023:  Bags: Inside out, vertelt over de eeuwenoude en wereldwijde fascinatie voor de tas.
- 2024: M&Others. Mode en moederschap, Over moederfiguren in de ruime context.

In 2013 won het museum de MaakMee wedstrijd met de expositie In Her Shoes van 2009. Er volgde in 2014 een heruitgave van deze tentoonstelling in de Rotterdamse Kunsthal onder de naam S.H.O.E.S. Curator was Kenneth Ramaekers. De Rotterdamse expositie trok 113.000 bezoekers.